# Добро-Поле (Црна-Трава)
Добро-Поле (серб. Добро Поље) — населённый пункт в общине Црна-Трава Ябланичского округа Республики Сербии.

## Население
Согласно переписи населения 2002 года, в селе проживало 16 человек (все сербы).
| Численность населения | Численность населения | Численность населения | Численность населения | Численность населения | Численность населения | Численность населения | Численность населения |
| 1948                  | 1953                  | 1961                  | 1971                  | 1981                  | 1991                  | 2002                  | 2011                  |
| --------------------- | --------------------- | --------------------- | --------------------- | --------------------- | --------------------- | --------------------- | --------------------- |
| 421                   | 370                   | 358                   | 200                   | 104                   | 45                    | 16                    | 19                    |

## Религия
Согласно церковно-административному делению Сербской православной церкви, село относится к Четвёртому власотинацкому приходу Власотинацкого архиерейского наместничества Нишской епархии.